# Front des alliances patriotiques
Pour les articles homonymes, voir FAP.
Le Front des alliances patriotiques (FAP) est un parti politique sénégalais, dont le président du Présidium est Ahmed Khalifa Niasse.

## Histoire
Celui-ci est un descendant de la famille Niasse, les Tidjanes de Kaolack.
Proche de l'ancien président Abdou Diouf, il réclame d'abord la démission d'Abdoulaye Wade et crée son propre parti, le Front des alliances patriotiques, officiellement reconnu le 1er août 2000. Il soutiendra pourtant le président sortant lors de l'élection présidentielle de 2007. Il est aujourd'hui ministre chargé de la Nouvelle capitale. le parti est créé par Samba Sow, Sidy Abdallah Kanouté, Mamadou Sow et Salamata Thiam. après la reconnaissance, Niass a intégré le parti.

## Orientation
Les objectifs explicites du FAP sont « le concours à l'expression du suffrage ainsi que la conquête et l'exercice démocratique du pouvoir politique en vue de réaliser un programme socio-économique pour le développement de la nation sénégalaise ».

## Symboles
Ses couleurs sont le jaune et le bleu. Son emblème est un soleil brillant au milieu sur fond bleu d'océan.

## Organisation
Le siège du parti se trouve à Dakar.